# Щербаков Віталій Михайлович
Віталій Михайлович Щербаков (рос. Виталий Михайлович Щербаков; нар. 28 січня 1935, РРФСР — пом. 23 травня 2001) — український радянський футболіст російського походження, захисник.

## Життєпис
Розпочав футбольну кар'єру в 1954 році в складі «Торпедо» (Ростов-на-Дону), звідки пішов «проходити військову службу» до клубу ОБО (Львів), який незабаром змінив свою назву на СКВО (Львів). Після трьох сезонів у Львові був «переведений» до головної армійської команди ЦСКА, яка на той час виступала під назвою ЦСК МО (Москва). У 1961 році перейшов до київського «Динамо». Завершив футбольну кар'єру в 1964 році в футболці дніпропетровського «Дніпра».

## Досягнення

### Клубні
- Вища ліга чемпіонату СРСР
  -  Чемпіон (1): 1961

### Відзнаки
- Майстер спорту СРСР (1959)